# Albertino I de Certaldo
Albertino I de Certaldo (Albertí I de Certaldo) era fill de Maginard de Certaldo. Va succeir al seu pare com a comte de Certaldo (branca dels comtes de Prato) a la seva mort el 1220. Albertino I fou vicari imperial de Prato el 1239. Va morir vers 1260 i el van succeir els seus fills:
- Niccolò de Certaldo, cardenal

- Albertino II de Certaldo (1256 -1329), expulsat del comtat com a gibel·lí

- Corrado, titulat comte de Certaldo.